# 쇼비티 엔터테인먼트
쇼비티 엔터테인먼트(ShowBT Entertainment)는 필리핀에 기반을 둔 엔터테인먼트, 크리에이티브 콘텐츠 및 이벤트 프로모션 그룹이다. 2012년 대한민국의 코미디언 정성한에 의해 설립되었다.

## 현재 아티스트

### 필리핀
| 그룹 - SB19 - 4th Impact - KAIA | 솔로이스트 - Ken - Pablo - Mona Gonzales - JinHo Bae |